# Fornham All Saints
Fornham All Saints – wieś w Anglii, w hrabstwie Suffolk, w dystrykcie West Suffolk. Leży 40 km na północny zachód od miasta Ipswich i 103 km na północny wschód od Londynu. W 2001 miejscowość liczyła 1137 mieszkańców.